# Connor Wickham
Connor Neil Ralph Wickham (Hereford, 31 maart 1993) is een Engels voetballer die bij voorkeur centraal in de aanval speelt. Hij tekende in augustus 2015 een contract tot medio 2020 bij Crystal Palace. Dat betaalde circa €10.000.000,- voor hem aan Sunderland, met tot €2.800.000,- aan eventuele bonussen in het vooruitzicht.

## Clubcarrière
Wickham stroomde in 2009 door vanuit de jeugd van Ipswich Town, waarvoor hij op 11 april 2009 op zestienjarige leeftijd in het eerste debuteerde, tegen Doncaster Rovers. Daarmee was hij de jongste speler die ooit voor Ipswich Town uitkwam. In een bekerwedstrijd tegen Shrewsbury Town scoorde hij vervolgens zijn eerste doelpunten in het betaalde voetbal. Wickham was in maart 2010 voor het eerst trefzeker voor Ipswich Town in een competitieduel. In het seizoen 2010/11 speelde hij 39 wedstrijden in competitieverband, waarin hij negen keer scoorde.
Wickham verhuisde in juli 2011 naar Sunderland, actief in de Premier League. Het betaalde Ipswich circa acht miljoen pond voor de jonge spits. Wickham maakte op 20 augustus 2011 zijn debuut voor zijn nieuwe club als invaller in een wedstrijd tegen Newcastle United. Een week later was hij voor het eerst trefzeker voor Sunderland, in een wedstrijd tegen Aston Villa. Sunderland verhuurde Wickham in februari 2013 voor een maand aan Sheffield Wednesday, dan spelend in de Championship. Hij maakte op 9 februari zijn debuut voor die club, tegen Derby County. Precies een maand later scoorde hij zijn eerste doelpunt voor Sheffield, tegen Leicester City. Sunderland verhuurde Wickham in november van datzelfde jaar opnieuw aan Sheffield. Daar verbleef hij deze keer tot 27 januari 2014, waarna hij voor een korte tijd aan Leeds verhuurd werd. Hier speelde hij 5 wedstrijden.
Wickham tekende in augustus 2015 een contract tot medio 2020 bij Crystal Palace, de nummer tien van de Premier League in het voorgaande seizoen. Dat betaalde circa €10.000.000,- voor hem aan Sunderland, met tot €2.800.000,- aan eventuele bonussen in het vooruitzicht..

## Interlandcarrière

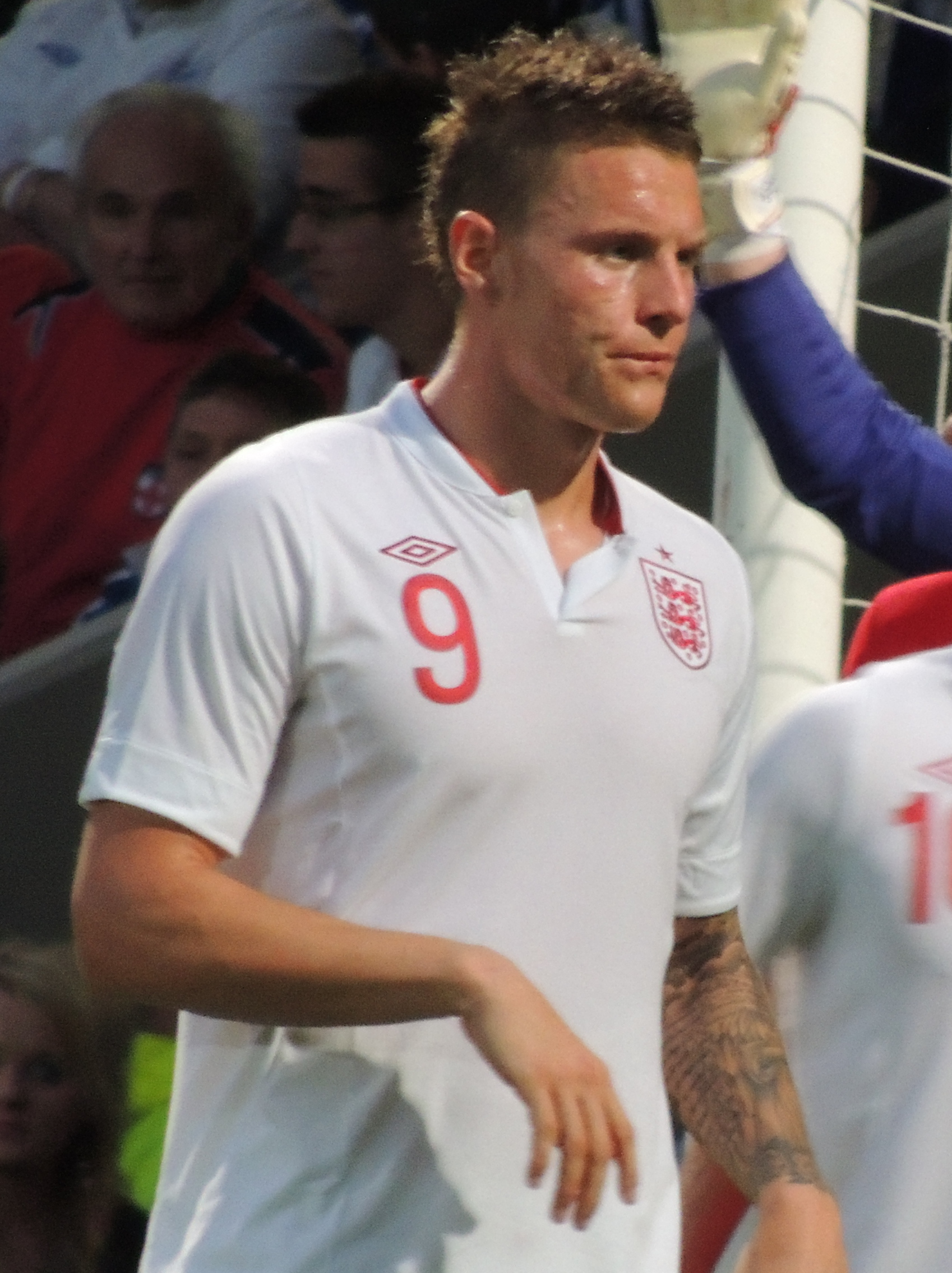
Wickham op 10 september 2012 tijdens Engeland -21 tegen Noorwegen -21

Wickham kwam uit voor verschillende vertegenwoordigende jeugdelftallen van Engeland. Hij debuteerde in 2010 in het Engels voetbalelftal onder 21. Op 16 oktober 2012 scoorde Wickham het enige doelpunt van de wedstrijd tegen Servië -21. Hij viel die wedstrijd na 89 minuten in en scoorde in de vijfde minuut van de blessuretijd. Dankzij dit doelpunt kwalificeerde Engeland -21 zich voor het EK -21 in Israël, ten koste van Servië -21.

## Erelijst
| Europees kampioen -17 | 1x | 2010 |

Individueel
- Gouden Bal EK onder 17: 2010
- Championship Speler van de maand: februari 2011
- Football League Young Player of the Year: 2011
- Championship Aprentice Award: 2011

1 Henderson ·
2 Ward  ·
3 Mitchell ·
4 Holding ·
5 Lacroix ·
6 Guéhi ·
7 Sarr ·
8 Lerma ·
9 Nketiah ·
10 Eze ·
11 França ·
12 Muñoz ·
14 Mateta ·
15 Schlupp ·
16 Andersen ·
17 Clyne ·
18 Kamada ·
19 Hughes ·
20 Wharton ·
26 Richards ·
28 Doucouré ·
30 Turner ·
31 Matthews ·
34 Riad ·
Chalobah ·
Moulden ·
Coach: Glasner